# Războiul dintre Liga Sfântă și Imperiul Otoman
Războiul dintre Liga Sfântă și Imperiul Otoman desemnează o serie de conflicte între Imperiul Otoman și principalele forțe europene, care s-au unit atunci în Liga Sfântă, în timpul celei de-a doua jumătăți a secolului al XVII-lea. 
Liga Sfântă a luptat de la înființare în 1684 până în 1699 pentru alungarea puterii otomane de pe întregul continent european. Scopul final era recucerirea Constantinopolului, dar s-a reușit doar eliberarea Ungariei și a unor regiuni balcanice.